# Refresh My Heart
Refresh My Heart è il primo album in studio dell'allora tredicenne cantante australiana Rebecca St. James, pubblicato nel 1991.

## Tracce
1. I Am Your Child – 4:48
2. The Rock Medley – 7:15
3. Show Your Glory – 4:38
4. Blessing, Honour – 4:27
5. We Will Not Bow to the World – 3:49
6. Refresh My Heart – 3:25
7. The Soul Medley – 7:14
8. Children of the King – 4:01
9. I Will Lift My Voice – 6:40
10. And We Behold Him – 3:08
11. Who Is He – 5:01
12. Refresh My Heart (Reprise) – 0:22